# Berdeniella kocii
Berdeniella kocii és una espècie d'insecte dípter pertanyent a la família dels psicòdids que es troba a Europa: Moràvia (Txèquia).